# Plesionika trispinus
Plesionika trispinus är en kräftdjursart som beskrevs av Squires och Barragan 1976. Plesionika trispinus ingår i släktet Plesionika och familjen Pandalidae. Inga underarter finns listade i Catalogue of Life.